# Liste des réserves de biosphère au Nicaragua
Cet article recense les réserves de biosphère au Nicaragua.

## Statistiques
En 2023, Nicaragua compte trois réserves de biosphère.

## Liste
| Réserve de biosphère | Création | Superficie (km²) | Superficie (km²) | Superficie (km²) | Superficie (km²) | Notes | Illustration |
| Réserve de biosphère | Création | Totale           | Centre           | Tampon           | Transition       | Notes | Illustration |
| -------------------- | -------- | ---------------- | ---------------- | ---------------- | ---------------- | ----- | ------------ |
| Bosawás              | 1997     | 21 815           | 3 298            | 5 237            | 13 280           |       |              |
| Île d'Ometepe (es)   | 2010     | 539              | 83               | 113              | 343              |       |              |
| Río San Juan (es)    | 2003     | 13 929           | 3 578            | 5 205            | 5 146            |       |              |